# Уинслоу, Джосайя
Джосайя Уинслоу (англ. Josiah Winslow; 1628 — 18 декабря 1680) — английский колониальный чиновник, 13-й губернатор Плимутской колонии. Самым значительным событием во время его пребывания в должности стала Война Короля Филипа, которая стала поворотной точкой в истории освоения англичанами Северной Америки и навсегда изменила Новую Англию. Он стал первым губернатором Плимутской колонии, родившимся в ней.

## Биография
Джосайя Уинслоу родился в Плимутской колонии примерно в 1628 году. Его отцом был Эдвард Уинслоу, являвшийся пассажиром «Мейфлауэра» и лидером пилигримов. После обучения в Гарвардском колледже Джосайя сопровождал своего отца в поездке в Англию в 1651 году. Когда в следующем году он вернулся в колонию, его назначили командиром ополчения в Маршфилде, а в 1657 году — помощником губернатора Плимута. Позднее Уинслоу был избран главнокомандующим вооружёнными силами Плимутской колонии, сменив на этом посту Майлза Стэндиша.
В 1673 году он был избран на пост губернатора Плимутской колонии. Когда вспыхнула Война Короля Филипа, Уинслоу возглавил армию Конфедерации Новой Англии. 19 декабря 1675 года он командовал войском колонистов в сражении на Великой топи. Захватив и предав огню форт наррагансеттов, Уинслоу одержал победу. Множество индейских воинов смогли избежать гибели и покинули укрепление, поэтому большинство из 150 погибших наррагансеттов составляли старики, женщины и дети. Люди Уинслоу также понесли тяжёлые потери — около 210 убитых и тяжело раненых. Его армия преследовала наррагансеттов, но индейцы лучше знали местность и избегали больших боёв. В результате серии стычек с ощутимыми потерями английское войско прекратило преследование и вернулось в Бостон. Весной следующего года колонисты добились перелома в войне и одержали ряд важных побед, но из-за ухудшения здоровья Уинслоу уже не руководил войсками, отдав бразды правления Бенджамину Чёрчу.
Джосайя Уинслоу оставался на посту губернатора Плимутской колонии до своей смерти в декабре 1680 года.